# Tetjana Schynkarenko
Tetjana Wolodymyriwna Schynkarenko (ukrainisch Тетяна Володимирівна Шинкаренко; * 26. Oktober 1978 in Czernowitz, Ukrainische SSR) ist eine ukrainische Handballspielerin.
Die 1,73 m große Rückraumspielerin war von 1996 bis 2002 für Motor Saporischschja aktiv und wechselte dann zu Hypo Niederösterreich, wo sie fünf Jahre lang spielte. In der Saison 2007/08 stand die ukrainische Nationalspielerin beim deutschen Bundesligisten DJK/MJC Trier unter Vertrag, wo sie die Spielmacherposition innehatte. Anschließend wechselte sie zum ungarischen Verein DVSC-Aquaticum.
Tetjana Schynkarenko ist verheiratet und hat einen Sohn.

## Erfolge
- Bronzemedaille Olympische Sommerspiele 2004 in Athen
- Europapokalsieger der Pokalsieger mit Motor Saporischschja (2001)
- 5 × Österreichischer Meister und Pokalsieger mit Hypo Niederösterreich (2002–2007)
- Super League Europe Sieger mit Hypo Niederösterreich (2005)